# Lista de treinadores do Esporte Clube Internacional (Lages)
A lista a seguir contém todos os treinadores da história do Inter de Lages, clube de futebol profissional brasileiro da cidade de Lages, em Santa Catarina. A relação não inclui treinadores interinos. O histórico dos profissionais considera partidas por competições oficiais e amistosos e desconsidera jogos-treino. 

## Ordem cronológica

### 1940[1]
| Treinador      | Período | Vitórias | Empates | Derrotas | Títulos |
| -------------- | ------- | -------- | ------- | -------- | ------- |
| Solon Amarante | 1949    |          |         |          |         |

### 1950[1]
| Treinador                       | Período             | Vitórias | Empates | Derrotas | Títulos                  |
| ------------------------------- | ------------------- | -------- | ------- | -------- | ------------------------ |
| José Yared                      | 1951                |          |         |          |                          |
| Luiz Studzinski                 | 1952 - jul 1952     |          |         |          |                          |
| Sabino Miraglia Lopes           | ago 1952 - 1953     |          |         |          |                          |
| Américo Brunner                 | jan 1954 - mar 1954 |          |         |          |                          |
| Lauro dos Santos                | abr 1954 - set 1954 |          |         |          |                          |
| Arnoldo Rosa                    | set 1954 - 1954     |          |         |          |                          |
| Sabino Miraglia Lopes           | 1952 - 1953         |          |         |          |                          |
| Constâncio Gutierrez - “Tâncio” | 1955                |          |         |          |                          |
| Vicente Luiz Rosa - “Tio Viça”  | 1959                |          |         |          | Campeonato Citadino 1959 |

### 1960[1]
| Treinador                      | Período             | Vitórias | Empates | Derrotas | Títulos                     |
| ------------------------------ | ------------------- | -------- | ------- | -------- | --------------------------- |
| Boanerges Melo Ávila           | 1960 - 1961         |          |         |          | Campeonato Citadino 1960    |
| Alípio Rodrigues               | 1963                |          |         |          |                             |
| Osvaldo                        | 1964                |          |         |          |                             |
| Dirceu Mendes                  | 1964                |          |         |          |                             |
| Alípio Rodrigues               | ago 1964 - nov 1965 | 28       | 10      | 11       |                             |
| Boanerges Melo Ávila           | nov 1965 - jul 1966 | 14       | 8       | 9        | Campeonato Catarinense 1965 |
| Aparício Viana e Silva         | jul 1966 - dez 1966 | 13       | 5       | 11       |                             |
| Hélio Rosa                     | fev 1967 - ago 1967 | 13       | 7       | 7        |                             |
| Vicente Luiz Rosa - “Tio Viça” | set 1967 - out 1967 | 1        | 1       | 3        |                             |
| Boanerges Melo Ávila           | out 1967 - dez 1967 | 3        | 3       | 0        |                             |
| Francisco Brochado             | 1968 - 1969         |          |         |          |                             |

### 1970[1]
| Treinador                         | Período             | Vitórias | Empates | Derrotas | Títulos |
| --------------------------------- | ------------------- | -------- | ------- | -------- | ------- |
| Lauro Vargas de Leonço - “Crespo” | 1970                |          |         |          |         |
| Dorval Gramacho Filho             | 1970                |          |         |          |         |
| Nilson Venturela                  | 1970                |          |         |          |         |
| Hélio Oliveira                    | mar 1971 - mar 1972 | 10       | 8       | 14       |         |
| Setembrino de Oliveira            | mar 1972 - mai 1973 | 6        | 8       | 8        |         |
| Kim                               | mai 1973 - out 1973 | 7        | 3       | 10       |         |
| Roberto Caramuru                  | mai 1974 - abr 1975 | 18       | 6       | 14       |         |
| José Ferreira Lass - "Zezé"       | abr 1975 - jun 1975 | 5        | 6       | 5        |         |
| Joel Castro Flores                | jul 1975 - nov 1975 | 4        | 4       | 7        |         |
| Roberto Caramuru                  | jan 1976 - fev 1976 | 2        | 4       | 1        |         |
| Aroldo Campos                     | mar 1976            | 1        | 1       | 1        |         |
| Hélio Oliveira                    | 1976                |          |         |          |         |
| Lauro Búrigo                      | 1976                |          |         |          |         |
| Vicente Luiz Rosa - “Tio Viça”    | out 1976 - dez 1976 | 0        | 3       | 2        |         |
| Roberto Caramuru                  | jan 1977 - abr 1977 | 4        | 6       | 5        |         |
| Setembrino de Oliveira            | abr 1977 - dez 1977 | 23       | 7       | 13       |         |
| Setembrino de Oliveira            | 1978                | 17       | 23      | 15       |         |
| Natanael Ferreira                 | 1978                |          |         |          |         |
| José Antônio Silveira             | jan 1979 - fev 1979 | 2        | 3       | 0        |         |
| Lauro Vargas de Leonço - “Crespo” | fev 1979 - mar 1979 | 1        | 1       | 2        |         |
| Ademir Martins                    | mar 1979 - jun 1979 | 6        | 6       | 8        |         |
| Roberto Caramuru                  | jun 1979            | 3        | 1       | 1        |         |
| Setembrino de Oliveira            | jul 1979 - nov 1979 | 4        | 6       | 6        |         |
| Adão Goulart                      | nov 1979 - dez 1979 | 8        | 3       | 1        |         |

### 1980[1]
| Treinador                         | Período             | Vitórias | Empates | Derrotas | Títulos                                         |
| --------------------------------- | ------------------- | -------- | ------- | -------- | ----------------------------------------------- |
| Adão Goulart                      | 1980                |          |         |          |                                                 |
| Roberto Caramuru                  | 1980                |          |         |          |                                                 |
| Edgar Ferreira                    | 1980                |          |         |          |                                                 |
| Setembrino de Oliveira            | 1980                |          |         |          |                                                 |
| Adão Goulart                      | 1980 - 1981         |          |         |          |                                                 |
| Clebel Furtado                    | 1981                |          |         |          |                                                 |
| Edgar Ferreira                    | jan 1982 - mai 1982 |          |         |          |                                                 |
| Adeli Martins                     | 1982                |          |         |          |                                                 |
| Firmino Romualdo Negri - "Acosta" | 1982                |          |         |          |                                                 |
| Paulo Leão                        | 1982                |          |         |          |                                                 |
| Firmino Romualdo Negri - "Acosta" | set 1982 - mai 1983 |          |         |          |                                                 |
| Adroaldo Sá                       | mai 1983 - set 1983 | 11       | 6       | 9        |                                                 |
| Machado                           | set 1983 - ago 1984 |          |         |          |                                                 |
| Adeli Martins                     | 1984                |          |         |          |                                                 |
| Antônio Montanari - "Ipojucã"     | jan 1985 - abr 1985 | 5        | 2       | 0        |                                                 |
| Rubens Freitas                    | abr 1985 - mai 1985 | 1        | 2       | 3        |                                                 |
| Adeli Martins                     | 1985                |          |         |          |                                                 |
| Joaquinzinho                      | jul 1985 - dez 1985 | 19       | 13      | 7        | Campeonato Catarinense 1985 - Taça Dite Freitas |
| Wilson Coutinho                   | jan 1986 - abr 1986 | 5        | 2       | 4        |                                                 |
| Edgar Ferreira                    | abr 1986 - jul 1986 | 5        | 8       | 5        |                                                 |
| Gilberto Neves Coelho - "Chicota" | 1987                |          |         |          |                                                 |
| Dida                              | 1987                |          |         |          |                                                 |
| Áureo Malinverni                  | jan 1988 - fev 1988 | 0        | 5       | 2        |                                                 |
| Joaquinzinho                      | fev 1988 - mai 1988 | 4        | 5       | 9        |                                                 |
| Ricardo Militão                   | fev 1989 - abr 1989 | 3        | 2       | 2        |                                                 |
| Júlio Garcia                      | abr 1989 - jul 1989 | 7        | 2       | 2        |                                                 |
| Arnaldo Madureira                 | jul 1989 - ago 1989 | 3        | 2       | 2        |                                                 |
| Roberto Caramuru                  | ago 1989 - dez 1989 | 11       | 8       | 5        |                                                 |

### 1990[1]
| Treinador                  | Período             | Vitórias | Empates | Derrotas | Títulos                                       |
| -------------------------- | ------------------- | -------- | ------- | -------- | --------------------------------------------- |
| Nasareno Silva             | mar 1990 - out 1990 | 21       | 15      | 3        |                                               |
| Laone Luz                  | out 1990 - dez 1990 | 2        | 4       | 0        | Campeonato Catarinense 1990 - Segunda Divisão |
| Parraga                    | fev 1991 - mai 1991 | 7        | 7       | 5        |                                               |
| Paulo Lumumba              | jun 1991 - out 1991 | 11       | 10      | 7        |                                               |
| Itamar Bellasalma          | out 1991 - nov 1991 | 3        | 3       | 1        |                                               |
| Paulo Henrique de Oliveira | 1992                |          |         |          |                                               |
| Gilberto Machado           | 1992                |          |         |          |                                               |
| Jaime Schmidt              | 1993                |          |         |          |                                               |
| Cláudio Radar              | 1993                |          |         |          |                                               |
| Rubenval Ferreira          | 1993                |          |         |          |                                               |
| Raffaele Graniti           | 1993                |          |         |          |                                               |
| Marcos Galvão              | 1993                |          |         |          |                                               |
| Luiz Carlos Cruz           | 1993                |          |         |          |                                               |
| Luís Soares                | fev 1994 - abr 1994 | 0        | 3       | 9        |                                               |
| Jones Minosso              | abr 1994 - mai 1994 | 1        | 3       | 4        |                                               |
| Cláudio Radar              | mai 1994 - jun 1994 | 1        | 1       | 2        |                                               |
| Roberto Caramuru           | jun 1994 - set 1994 | 7        | 3       | 4        |                                               |
| João Francisco Marçal      | 1995                |          |         |          |                                               |
| Cláudio Radar              | 1995                |          |         |          |                                               |
| Nasareno Silva             | 1995                |          |         |          |                                               |
| Roberto Caramuru           | 1995                |          |         |          |                                               |

### 2000
| Treinador                    | Período                        | Vitórias | Empates | Derrotas | Títulos                                       |
| ---------------------------- | ------------------------------ | -------- | ------- | -------- | --------------------------------------------- |
| Roberto Caramuru             | jan 2000 - mai 2000            | 10       | 4       | 9        |                                               |
| Tonho Gil                    | mai 2000 - mar 2001            | 14       | 6       | 4        | Campeonato Catarinense 2000 - Segunda Divisão |
| Cuca                         | mar 2001 - mai 2001            | 3        | 5       | 4        |                                               |
| Beto Almeida                 | jan 2002 - mar 2002            | 3        | 1       | 5        |                                               |
| Paulinho Criciúma            | mar 2002 - abr 2002            | 2        | 1       | 3        |                                               |
| Balduíno[carece de fontes?]  | abr 2002                       | 1        | 0       | 1        |                                               |
| Cedenir                      | fev 2004 - ago 2004            | 5        | 5       | 9        |                                               |
| Alcione Zeferino             | abr 2005 - jun 2005            | 2        | 1       | 3        |                                               |
| Edison Maehler               | jun 2005 - out 2005            | 4        | 8       | 4        |                                               |
| Manoel Rodrigues             | out 2005                       | 2        | 2       | 0        |                                               |
| Edison Maehler               | mai 2007 - out 2007            | 5        | 3       | 4        |                                               |
| Valdomiro "Chicão" Hoffmann  | out 2007 - nov 2007            | 4        | 1       | 2        |                                               |
| Luís Carlos Martins          | jul 2008                       | 0        | 1       | 2        |                                               |
| Sérgio Abreu                 | jul 2008 - ago 2008 / out 2008 | 1        | 0       | 2        |                                               |
| Paulo Afonso Coelho - "Leco" | set 2008 - out 2008            | 2        | 0       | 1        |                                               |

### 2010
| Treinador           | Período             | Vitórias | Empates | Derrotas | Títulos                                         |
| ------------------- | ------------------- | -------- | ------- | -------- | ----------------------------------------------- |
| Sérgio Abreu        | jul 2010 - set 2010 | 2        | 0       | 2        |                                                 |
| Sérgio Serrano      | set 2010 - nov 2010 | 3        | 3       | 4        |                                                 |
| Raffaele Graniti    | jul 2011 - dez 2011 | 12       | 4       | 3        |                                                 |
| Sérgio Rios         | jul 2012            | 0        | 0       | 0        |                                                 |
| Luizinho Vieira     | jul 2012 - set 2012 | 3        | 1       | 3        |                                                 |
| Alexandre Souza     | set 2012 - out 2012 | 2        | 0       | 1        |                                                 |
| Nasareno Silva      | dez 2012 - set 2014 | 26       | 5       | 5        | Campeonato Catarinense 2013 - Divisão de Acesso |
| Leandro Niehues     | set 2014 - nov 2014 | 11       | 1       | 4        | Campeonato Catarinense 2014 - Série B           |
| Marcelo Mabilia     | dez 2014 - mai 2015 | 7        | 5       | 8        |                                                 |
| Rogério Perrô       | jun 2015 - set 2015 | 2        | 1       | 6        |                                                 |
| Waguinho Dias       | nov 2015 - ago 2016 | 12       | 7       | 11       |                                                 |
| Joel Cornelli       | dez 2016 - mar 2017 | 5        | 3       | 7        |                                                 |
| Chiquinho Lima      | abr 2017 - jun 2017 | 3        | 1       | 4        |                                                 |
| Fernando Lessa      | set 2017 - nov 2017 | 0        | 3       | 3        |                                                 |
| Leandro Niehues     | dez 2017 - fev 2018 | 2        | 1       | 7        |                                                 |
| Rodrigo Fonseca     | fev 2018 - abr 2018 | 2        | 4       | 2        |                                                 |
| Juninho Chicchinato | abr 2018 - jun 2018 | 4        | 0       | 4        |                                                 |
| Fernando Lessa      | set 2018 - out 2018 | 2        | 1       | 7        |                                                 |
| Paulo Porto         | mai 2019 - ago 2019 | 7        | 3       | 7        |                                                 |

### 2020
| Treinador           | Período             | Vitórias | Empates | Derrotas | Títulos |
| ------------------- | ------------------- | -------- | ------- | -------- | ------- |
| Reinaldo Oliveira   | jun 2020 - dez 2020 | 3        | 3       | 3        |         |
| Beto Portella       | jun 2021 - ago 2021 | 3        | 3       | 6        |         |
| Izasé Cugnier Filho | ago 2021 - set 2021 | 1        | 2       | 3        |         |
| Toninho Pesso       | mai 2022 - ago 2022 | 3        | 7       | 3        |         |
| Evandro Guimarães   | desde mai 2023      | 8        | 10      | 5        |         |